# Sinfonia del fuoco
La Sinfonía del Fuoco fue compuesta por Ildebrando Pizzetti en 1914. 

## Historia
La pieza fue concebida para acompañar la proyección de la película Cabiria de Giovanni Pastrone, cuyo guion y diálogos fueron realizados por Gabriele D'Annunzio, amigo y compañero de ideología de Pizzetti, según el argumento de la novela Cártago en llamas de Emilio Salgari y mezclado sutilmente con el deSalambó de Gustave Flaubert. En la producción, un hito de la cinematografía mundial con más de cuatro horas de duración, intervino en la escenografía y efectos especiales el afamado turolense Segundo de Chomón.
De la música original, Pizzetti extrajo una página orquestal con coro y barítono solista con vistas a su interpretación en concierto, que tituló "Sinfonía del Fuoco".
En España se estrenó el 21 de marzo de 2011 en el Auditorio Nacional de Música de Madrid con la Orquesta y Coro de la Comunidad de Madrid dirigidos por Marzio Conti y Alfredo García como barítono solista.

## Texto

### En italiano
IL PONTEFICE:	
Re delle due zone, t´invoco,
respiro del fuoco profondo,
gènito di te, primo nato!
IL CORO:
Eccoti i cento puri fanciulli,
Inghiotti! Divora! Sii sazio!
Karthada ti dona il suo fiore.
IL PONTEFICE:
Odimi, creatore vorace,	
che tutto generi e struggi,
fame insaziabile, m'odi!
IL CORO:
Eccoti la carne più pura!
Eccoti il sangue più mite!	
Karthada ti dona il suo fiore.
IL PONTEFICE:
Consuma il sacrificio tu stesso
nelle tue fauci di fiamma,	
O padre e madre, O tu dio e dea!
IL CORO:
O padre e madre, O tu padre e figlio,
O tu dio e dea! Creatore vorace!
Fame ardente, ruggente...

### En español
EL PONTIFICE:
¡Rey de las dos zonas, te invoco,
aliento del fuego profundo,
generado por ti mismo, primer nacido!
EL CORO:
Aquí tienes a los cien muchachos puros:
¡ingiere! ¡Devora! ¡Sáciate!
Karthada te da su flor.
EL PONTIFICE:
¡Escúchame, creador voraz
que todo lo generas y destruyes,
hambre insaciable, escúchame!
EL CORO:
¡Aquí tienes la carne más pura!
¡Aquí tienes la sangre más dulce!
Karthada te da su flor.
EL PONTfFICE:
Consume tú mismo el sacrificio
en tus fauces de llama.
¡Oh, padre y madre! ¡Oh tu, dios y diosa!
EL CORO:
¡Oh, padre y madre! ¡Oh tu, padre e hijo!
¡Oh tú, dios y diosa! ¡Creador voraz!
Hambre ardiente, rugiente...

## Discografía
- Pizzetti: Canti Della Stagione Alta, Preludio De Fedra, Sinfonia Del Fuoco. Boris Statsenko, barítono, Orquesta Robert Schumann, Oleg Caetani (Marco Polo).

- Datos: Q12220598